# Городское поселение Белоомут
Городское поселение Белоомут — упразднённое в 2017 году муниципальное образование упразднённого Луховицкого муниципального района Московской области.
Административный центр — посёлок городского типа (рабочий посёлок) Белоомут.

## География
Расположено в восточной части Луховицкого района. Граничит с сельскими поселениями Газопроводским, Фруктовским и Дединовским, городским поселением Рязановский Егорьевского района и Рыбновским районом Рязанской области. Площадь территории муниципального образования составляет 25 267 га.

## Население
| 2006  | 2007  | 2008  | 2009  | 2010  | 2011  |
| ----- | ----- | ----- | ----- | ----- | ----- |
| 7512  | ↘7041 | ↘6482 | ↗6865 | ↘6619 | ↘6594 |
| 2012  | 2013  | 2014  | 2015  | 2016  | 2017  |
| →6594 | ↘6576 | ↘6416 | ↘6312 | ↘6198 | ↘6107 |

## Населённые пункты
| Название       | Тип             | Население (2006) | Индекс | ОКАТО          |
| -------------- | --------------- | ---------------- | ------ | -------------- |
| Белоомут       | рабочий посёлок | 5968             | 140520 | 46 230 553     |
| Гидроузел      | посёлок         | 17               | 140520 | 46 230 553 001 |
| Каданок        | посёлок         | 56               | 140520 | 46 230 553 002 |
| Моховое        | деревня         | 264              | 140520 | 46 230 553 003 |
| Слемские Борки | село            | 25               | 140520 | 46 230 553 004 |

## История
Городское поселение Белоомут образовано в 2004 году.
В его состав вошли: посёлок Белоомут, посёлок Гидроузел, посёлок Каданок, деревня Моховое, село Слемские Борки.

## Органы местного самоуправления
Органы местного самоуправления действуют на основании «Устава городского поселения Белоомут Луховицкого муниципального района Московской области.», утверждённого решением Совета депутатов городского поселения от 26 января 2006 года за № 10/5.

### Распорядительная власть
Руководство городским поселением Белоомут осуществляет Глава, избираемый гражданами, проживающими на территории поселения, сроком на 4 года. Глава поселения возглавляет местный орган распорядительной власти — администрацию, которая состоит из трёх отделов:
- организационно-социального,
- производственного,
- финансового.

### Представительная власть
Представительным органом власти городского поселения Белоомута является Совет депутатов, состоящий из 10 депутатов, избираемых на муниципальных выборах на основе всеобщего равного и прямого избирательного права при тайном голосовании сроком на 4 года. В соответствии с уставом городского поселения, Совет депутатов возглавляет председатель или его заместитель.
Решением Совета депутатов городского поселения Белоомут от 23 июня 2009 года № 38/7 утверждены избирательные округа:

- Избирательный округ № 1
  - (Аптекарский переулок, ул. Пролетарская, ул. Рыбацкая, Фабричный переулок, ул. Центральная, ул. Первомайская);

- Избирательный округ № 2
  - (ул. Урицкого, ул. Пл. Советская, ул. Ленинская, ул. Центральная, село Слемские Борки);

- Избирательный округ № 3
  - (ул. Кирова, ул. Огородная, ул. Пески, Совхозный переулок, ул. Центральная, ул. Первомайская);

- Избирательный округ № 4
  - (ул. Урицкого, ул. Телеграфная, ул. Большая площадь);

- Избирательный округ № 5
  - (ул. Егорова, ул. Телеграфная, ул. 2-я Заводская, ул. Смирновой, ул. Зеленая, ул. Лесная, Речной переулок);

- Избирательный округ № 6
  - (ул. Новая, ул. Вольная, ул. Труда, ул. Победа, ул. Октябрьская);

- Избирательный участок № 7
  - (ул. Пионерская, ул. 60 лет Октября, ул. Герцена, ул. Плотина, ул. М.Огаревская, ул. Театральная, ул. Таганка, ул. 50 лет Октября, ул. Победы);

- Избирательный округ № 8
  - (ул. 50 лет Октября, ул. Театральная, ул. Таганка, ул. Б.Огаревская, ул. Комсомольская, ул. Советская, ул. Телеграфная);

- Избирательный округ № 9
  - (ул. Б.Огаревская, ул. Мира, поселок Каданок, деревня Моховое, посёлок Гидроузел);

- Избирательный округ № 10
  - (ул. Гагарина). 

## Символика

### Флаг
Утверждён решением Совета депутатов городское поселения Белоомут Луховицкого района Московской области от 1 апреля 2008 года № 13/3.
Описание:
Прямоугольное белое полотнище с отношением ширины к длине 2:3, с изображением посередине двух стерлядей, продетых сквозь корону, выполненное черным, малиновым (красным) и желтым цветами.

### Герб
Утверждён решением Совета депутатов городского поселения Белоомут Луховицкого района Московской области от 1 апреля 2008 года № 12/3.
Описание:
В серебряном поле две черные, с пурпурными плавниками, стерляди накрест, продетые сквозь золотую корону с тремя большими и двумя малыми видимыми листовидными зубцами.